# Hartenholm

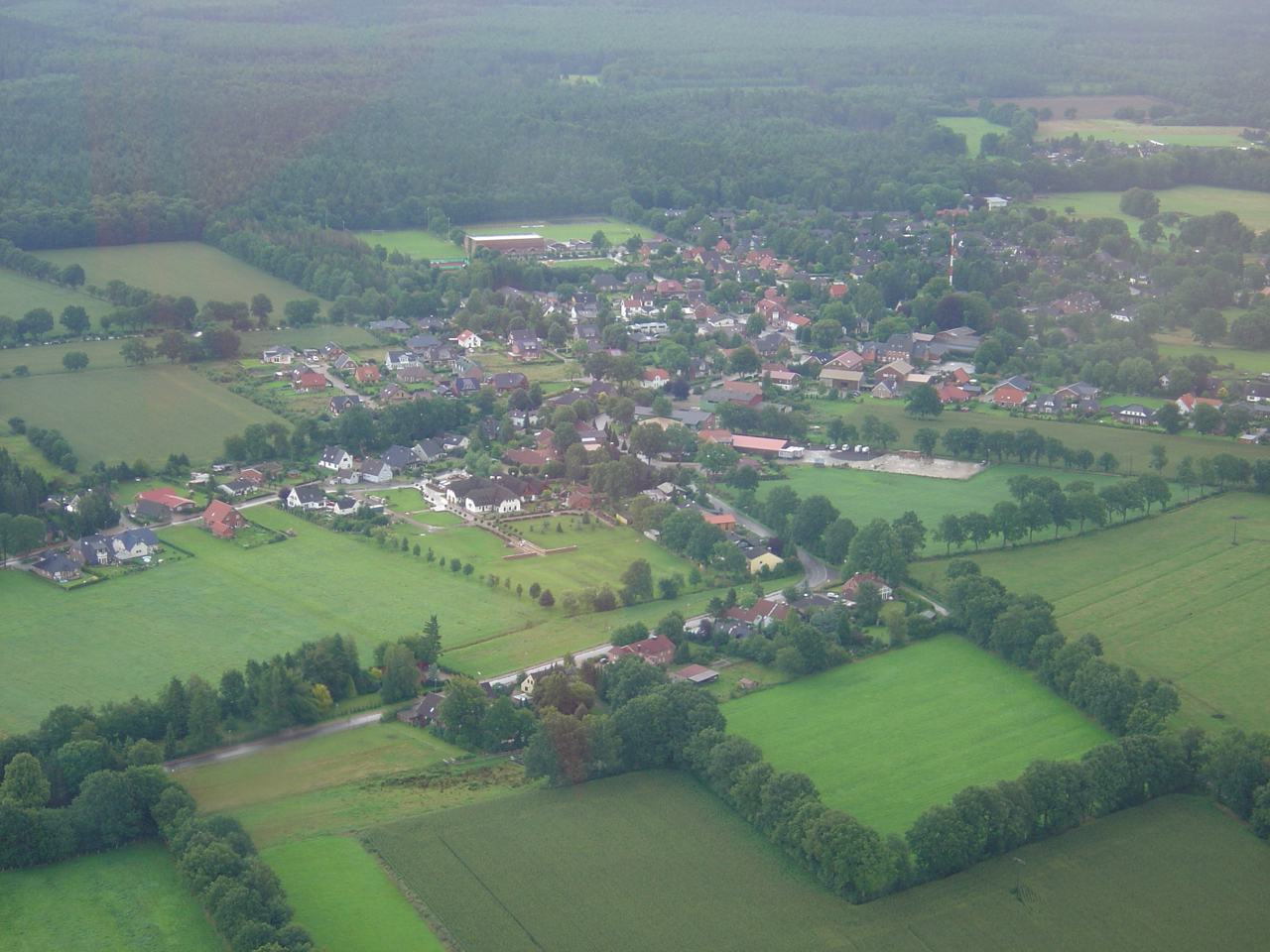
Luftbild von Hartenholm

Hartenholm ist eine Gemeinde im Kreis Segeberg in Schleswig-Holstein. Voßhöhlen, Schwarzeneck, Hahneneck und Bullenkloster liegen im Gemeindegebiet.

## Geografie und Verkehr
Richtung Nord und Süd ist der Ort durch die in 8 km Entfernung verlaufende Bundesautobahn 7 angebunden, die über eine ostwestlich verlaufende Bundesstraße erreichbar ist.
Der Flugplatz Hartenholm liegt in der Nachbargemeinde Hasenmoor.

## Geschichte
Hartenholm wurde 1343 erstmals urkundlich erwähnt. Der Name setzt sich wahrscheinlich aus den niederdeutschen Bedeutungen Har für "männlicher Hirsch" und Holm für "feste Insel" (in einem ansonsten unzugänglichen Gebiet) zusammen. Diese Begriffe wiederum leiten sich aus dem Altnordischen oder dem Altsächsischen ab.
In den Jahren 1963, 1966 und 1969 gewann Hartenholm den Wettbewerb „Unser Dorf soll schöner werden“. Im Jahre 1971 wurde Hartenholm Landessieger und zweiter Bundessieger im Dorfwettbewerb.

## Politik

### Gemeindevertretung
Von den 13 Sitzen in der Gemeindevertretung erzielte die CDU bei der Kommunalwahl 2013 fünf Sitze, die SPD und die Wählergemeinschaft FWH haben je vier Sitze. Bei der Kommunalwahl 2018 erzielte die Wählergemeinschaft fünf Sitze und CDU und SPD je vier Sitze. 2023 traten nur noch die CDU und die Wählergemeinschaft an. Erstere erlangte 5 Sitze, letztere 8.

### Wappen
Blasonierung: „Unter grünem Schildhaupt, darin drei goldene Tannenzapfen nebeneinander, in Silber ein schwarzes Hirschgeweih.“

## Feuerwehr
Die Freiwillige Feuerwehr Hartenholm wurde am 30. März 1889 von dem Hauptlehrer Timm Schott sowie 32 weiteren Einwohnern Hartenholms gegründet. 
Am 28. Februar 2021 zog die Feuerwehr aus dem Feuerwehrhaus am Timm-Schott-Weg in das neu errichtete „Dörps- und Sprüttenhuus“ am Wiesendamm 1 um. Dort stehen drei Fahrzeugstellplätze sowie eine Waschhalle zur Verfügung. 
Stand 2023 verfügt die Feuerwehr über vier Einsatzfahrzeuge und ca. 60 Mitglieder in der Einsatzabteilung. Zur Feuerwehr gehören ebenfalls eine aktive Jugendfeuerwehr, ein Musikzug sowie ein Förderverein.